# Il Mio Miracolo (You Are My Miracle)
Il Mio Miracolo (You Are My Miracle) to piosenka wykonywana przez artystkę pop/R&B Nicole Scherzinger i śpiewaka operowego Vittorio Grigolo. Został również nagrany teledysk. Ta piosenka pomimo bycia singlem nie zdobyła dużej uwagi na listach przebojów.  Piosenka znalazła się na płycie Vittorio Grigolo zatytułowanej jego własnym imieniem. W Wielkiej Brytanii na jego albumie znalazła się piosenka Il Mio Miracolo (You Are My Miracle) nagrana jednak w duecie z walijską śpiewaczką operową Katherine Jenkins, która również zawarła tę piosenkę w swoim albumie. W niektórych krajach pojawiło się również solowe wykonanie tej piosenki wykonywane tylko przez Vittorio Grigolo.